# This Human Equation
This Human Equation è un singolo del gruppo musicale olandese Ayreon, pubblicato il 3 settembre 2020 come secondo estratto dal decimo album in studio Transitus.

## Descrizione
Il brano ha come protagonista Angel of Death, interpretata da Simone Simons degli Epica, e rappresenta un omaggio all'album The Human Equation del 2004. Alla voce hanno preso parte anche Marcela Bovio, Caroline Westendorp e l'attore Tom Baker.

## Video musicale
In concomitanza con il lancio del singolo è stato distribuito un lyric video attraverso il canale YouTube del gruppo.

## Tracce
1. This Human Equation – 3:42
2. Hopelessly Slipping Away – 4:28
3. Get Out! Now! – 5:02

## Formazione
Musicisti
- Arjen Lucassen – chitarra, basso, tastiera, glockenspiel, dulcimer, pianoforte giocattolo
- Tom Baker – voce di The Storyteller
- Simone Simons – voce di Angel of Death
- Marcela Bovio – voce di Fury, Servant e Villager
- Caroline Westendorf – voce di Fury, Servant e Villager
- Joost van der Broek – Hammond, pianoforte, Fender Rhodes
- Juan van Emmerloot – batteria
- Ben Mathot – violino
- Jeroen Goossens – flauti, legni
- Jurriaan Westerveld – violoncello
- Alex Thyssen – corno
- Hellscore – coro
- Noa Gruman – direzione del coro
- Dianne van Giersbergen – soprano
- Patty Gurdy – ghironda
- Thomas Cochrane – tromba, trombone

Produzione
- Arjen Lucassen – produzione, registrazione, missaggio, registrazione batteria
- Brett Caldas-Lima – mastering
- Jos Driessen – registrazione batteria
- Paul Midclaft – registrazione voce di Baker
- Yonatan Kossov – registrazione coro
- Thomas Cochrane – registrazione pianoforte, Fender Rhodes, tromba e trombone